# Corno Baitone
Il Corno Baitone (Baitù in lombardo) è una montagna della Lombardia orientale, nel gruppo dell'Adamello, alta 3 331 m s.l.m..
La cima costituisce il punto più elevato del così chiamato sottogruppo del Baitone o dell'Aviolo, che non è altro che il settore nord-occidentale del massiccio montuoso dell'Adamello, che domina la Val Camonica all'altezza di Edolo.

Il sottogruppo del Baitone comprende, oltre al Corno Baitone, numerose altre cime oltre i 3000 metri, quali la Roccia Baitone (3263 m), il Corno delle Granate (3108 m) e la Cima Lavedole (3074 m).
Nei versanti nord occidentali del sottogruppo, sono presenti alcuni piccoli ghiacciai, il più grande dei quali è la vedretta d'Aviolo, poi si possono citare i quattro ghiacciai della val Gallinera e la vedretta di Bompià, chiamata anche vedretta di val Rabbia.

## Alpinismo
Non si conosce con esattezza chi fu il primo salitore del Corno Baitone, ma si sa per certo che la vetta venne raggiunta prima del 20 agosto 1890, quando l'alpinista Paolo Prudenzini, convinto di toccare la cima per primo, trovò invece sul percorso i resti di una precedente scalata, tra cui una forchetta arrugginita e una pipa con residui di tabacco, poco sotto la vetta.
La salita alla vetta è solitamente effettuata dal versante meridionale, privo di ghiacciai e solitamente sgombro dalla neve nei mesi estivi, partendo dalla Val Malga, passando per il rifugio Franco Tonolini (2467 m) e seguendo il segnavie n.° 50 delle sezioni CAI della Valle Camonica. È un itinerario molto facile sino al rifugio, poi diviene sempre più impegnativo, adatto soltanto ad escursionisti esperti specialmente nel tratto finale. Il tempo complessivo di percorrenza, secondo le guide e i cartelli direzionali disposti lungo il percorso, è di oltre 6 ore, delle quali 2 ore e 30 minuti necessari per raggiungere il rifugio Tonolini.

## Voci correlate

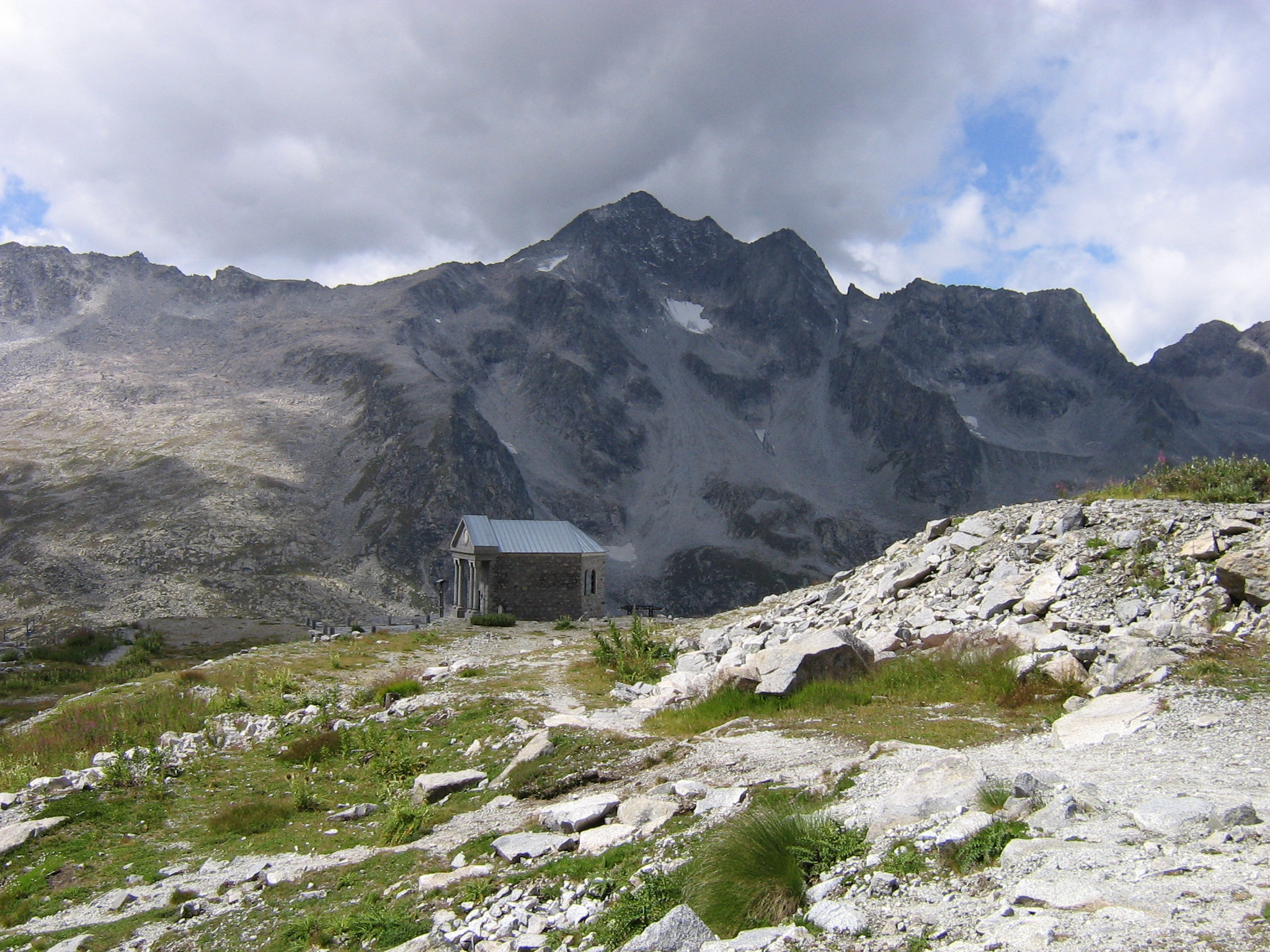
Il Corno Baitone visto dal Rifugio Garibaldi